# Takahasi Júki (motorversenyző)
Takahasi Juki (高橋 裕紀; Hepburn: Yuki Takahashi; Szaitama, 1984. június 12. –) japán motorversenyző. Jelenleg hazájában, az All Japan Road Race Championshipben versenyez. Korábban évekig volt a MotoGP különböző kategóriáinak tagja.

## Karrierje

### Kezdetek
A Szaitamában született Takahasi a HRC Racing Scolarship keretein belül mutatta meg először tehetségét. Először 2001-ben kapott szabadkártyát a hazai futamára, ahol a nyolcadliteresek között feladni kényszerült a futamot.
A következő három évben is csak a hazai futamokon indult, ám ezeken egyrészt már a negyedliteresek között szerepelt, másrészt az eredményei is sokkal jobban alakultak az első, 125-ös próbálkozáshoz képest. A 2002-es csendes-óceáni és a 2003-as japán nagydíjon egyaránt dobogóra állhatott, de a maradék két szabadkártyás futamán sem vallott szégyent, ugyanis negyedik, illetve ötödik lett.

### 250 cm³
Első teljes szezonját a 250 cm³-ben 2005-ben töltötte, a szezont az összetett 11. helyen fejezte be a Hondával. 2006-tól a Honda nem fejlesztette a 250 cm³-es kétütemű versenygépet, de Takahasi ennek ellenére jól versenyzett, 2 győzelmet is aratott, a német GP-n a Sachsenringen megszerezte a Honda 200. negyedliteres aranyérmét. A szezont végül a hatodik helyen fejezte be. Jött a 2007-es szezon dobogó nélkül, a végén pedig 11.lett. 2008-ban győzelmet nem szerzett, de három alkalommal felállhatott a dobogóra. 167 ponttal a vb ötödik helyén zárt.

### MotoGP
2009-re felkerült a MotoGP-be. A nem túl sikeres szezon kezdés után, a Katalán GP-től új csapattársat kapott a magyar Talmácsi Gábor személyében. A nagydíj hétvégéjén már több helyen arról szóltak a pletykák, hogy a Scot Racingnél csak ideiglenesen van ott mindkét versenyző, ugyanis Takahasi a holland nagydíjon már nem indul. Valójában csak a következő, Laguna Seca-i (USA) verseny előtt vált meg a csapat Takahasitól.

### Moto2
Mivel nem kapott a királykategóriában szerződést, Takahasi 2010-re visszalépett az újonnan létrejött Moto2-be. Azzal, hogy Takahasi is kiszállt, a mindenkori legmagasabb géposztályban 1991 óta először fordult elő, hogy egyetlen japán versenyző sem volt az indulók között.
Első szezonjában Raffaele de Rosa csapattársa volt a Tech 3-nél. A katalán versenyen Andrea Iannone áthajtásos büntetésének köszönhetően győzni is tudott, végül tizenegyedikként zárt év végén. 2011-ben, a Gresini Racing versenyzőjeként kétszer még dobogóra tudott állni, a következő két idény viszont egy meredek lejtmenet volt már Takahasi karrierjében. 2012-ben egészen a tizennegyedik, japán futamig nem tudott pontszerző helyen célba érni, és bár innentől a szezon végéig minden egyes alkalommal sikerült neki, ez mindössze egy tizennegyedik és három tizenötödik helyet jelentett. 2013 még gyengébben sikerült, ugyanis az első tizenegy futamon egyáltalán nem tudott pontot szerezni, ezután pedig a szerződését is felbontották, helyére a maláj Azlan Shah Kamaruzaman került.
2014-re már nem is kapott teljes szezonra szóló szerződést, mindössze hazája nagydíján vett részt, ahol huszonhatodikként zárt. Utoljára a japán bajnokságban versenyzett.

## Karrierje statisztikái

### Szezononként
| Szezon   | Géposztály | Motor     | Versenyek | Győzelem | Dobogó | Pole | Leggyorsabb kör | Pont | Poz. |
| -------- | ---------- | --------- | --------- | -------- | ------ | ---- | --------------- | ---- | ---- |
| 2001     | 125 cm³    | Honda     | 1         | 0        | 0      | 0    | 0               | 0    | N/A  |
| 2002     | 250 cm³    | Honda     | 1         | 0        | 1      | 0    | 0               | 16   | 21.  |
| 2003     | 250 cm³    | Honda     | 2         | 0        | 1      | 0    | 0               | 29   | 18.  |
| 2004     | 250 cm³    | Honda     | 1         | 0        | 0      | 0    | 0               | 11   | 25.  |
| 2005     | 250 cm³    | Honda     | 16        | 0        | 0      | 0    | 0               | 77   | 11.  |
| 2006     | 250 cm³    | Honda     | 14        | 2        | 2      | 0    | 0               | 156  | 6.   |
| 2007     | 250 cm³    | Honda     | 15        | 0        | 0      | 0    | 0               | 90   | 11.  |
| 2008     | 250 cm³    | Honda     | 16        | 0        | 3      | 0    | 0               | 167  | 5.   |
| 2009     | MotoGP     | Team Scot | 7         | 0        | 0      | 0    | 0               | 9    | 21.  |
| 2010     | Moto2      | Tech 3    | 17        | 1        | 2      | 0    | 0               | 86   | 12.  |
| 2011     | Moto2      | Moriwaki  | 17        | 0        | 2      | 0    | 0               | 77   | 11.  |
| 2012     | Moto2      | Suter     | 17        | 0        | 0      | 0    | 0               | 5    | 28.  |
| 2012     | Moto2      | FTR       | 17        | 0        | 0      | 0    | 0               | 5    | 28.  |
| 2013     | Moto2      | Moriwaki  | 11        | 0        | 0      | 0    | 0               | 0    | HN   |
| 2014     | Moto2      | Moriwaki  | 1         | 0        | 0      | 0    | 0               | 0    | HN   |
| Összesen |            |           | 136       | 3        | 11     | 0    | 0               | 723  |      |

### Teljes MotoGP-eredménylistája
(Táblázat értelmezése)

(Félkövér: pole-pozícióból indult; dőlt: leggyorsabb kört futott) 

| Év   | Géposztály | Motor    | 1       | 2       | 3       | 4       | 5       | 6      | 7       | 8       | 9       | 10     | 11      | 12      | 13     | 14      | 15     | 16      | 17      | 18  | Poz. | Pont |
| ---- | ---------- | -------- | ------- | ------- | ------- | ------- | ------- | ------ | ------- | ------- | ------- | ------ | ------- | ------- | ------ | ------- | ------ | ------- | ------- | --- | ---- | ---- |
| 2001 | 125 cm³    | Honda    | JPN     | RSA     | SPA     | FRA     | ITA     | CAT    | NED     | GBR     | GER     | CZE    | POR     | VAL     | PAC Ki | AUS     | MAL    | BRA     |         |     | -    | 0    |
| 2002 | 250 cm³    | Honda    | JPN     | RSA     | SPA     | FRA     | ITA     | CAT    | NED     | GBR     | GER     | CZE    | POR     | BRA     | PAC 3  | MAL     | AUS    | VAL     |         |     | 21.  | 16   |
| 2003 | 250 cm³    | Honda    | JPN 3   | RSA     | SPA     | FRA     | ITA     | CAT    | NED     | GBR     | GER     | CZE    | POR     | BRA     | PAC 4  | MAL     | AUS    | VAL     |         |     | 18.  | 29   |
| 2004 | 250 cm³    | Honda    | RSA     | SPA     | FRA     | ITA     | CAT     | NED    | BRA     | GER     | GBR     | CZE    | POR     | JPN 5   | QAT    | MAL     | AUS    | VAL     |         |     | 25.  | 11   |
| 2005 | 250 cm³    | Honda    | SPA Ki  | POR 7   | CHN 10  | FRA 10  | ITA Ki  | CAT 7  | NED 15  | GBR Ki  | GER 9   | CZE Ki | JPN 4   | MAL 7   | QAT 8  | AUS Ki  | TUR Ki | VAL 7   |         |     | 11.  | 77   |
| 2006 | 250 cm³    | Honda    | SPA 4   | QAT 9   | TUR 5   | CHN 5   | FRA 1   | ITA 4  | CAT 7   | NED 6   | GBR 7   | GER 1  | CZE     | MAL 4   | AUS Ki | JPN Ki  | POR 6  | VAL DNS |         |     | 6.   | 156  |
| 2007 | 250 cm³    | Honda    | QAT 7   | SPA 8   | TUR Ki  | CHN DNS | FRA Inj | ITA 11 | CAT Ki  | GBR 4   | NED 10  | GER 8  | CZE Ki  | RSM 9   | POR Ki | JPN 4   | AUS 10 | MAL 9   | VAL 8   |     | 11.  | 90   |
| 2008 | 250cm³     | Honda    | QAT 5   | SPA 3   | POR 6   | CHN 7   | FRA 4   | ITA Ki | CAT 12  | GBR 9   | NED 8   | GER 9  | CZE 6   | RSM 2   | IND T  | JPN 6   | AUS 7  | MAL 4   | VAL 2   |     | 5.   | 167  |
| 2009 | MotoGP     | Honda    | QAT 15  | JPN Ki  | SPA 12  | FRA 13  | ITA Ki  | CAT Ki | NED 15  | USA     | GER     | GBR    | CZE     | IND     | SMR    | POR     | AUS    | MAL     | VAL     |     | 21.  | 9    |
| 2010 | Moto2      | Tech 3   | QAT Ret | SPA 4   | FRA Ret | ITA 8   | GBR 18  | NED 10 | CAT 1   | GER Ret | CZE 2   | IND 26 | SMR Ret | ARA 12  | JPN 6  | MAL Ret | AUS 17 | POR 26  | VAL 18  |     | 12.  | 86   |
| 2011 | Moto2      | Moriwaki | QAT 5   | SPA Ret | POR 3   | FRA 2   | CAT Ret | GBR 7  | NED Ret | ITA 14  | GER Ret | CZE 12 | IND 25  | RSM 7   | ARA 31 | JPN 30  | AUS 10 | MAL Ret | VAL Ret |     | 11.  | 77   |
| 2012 | Moto2      | Suter    | QAT 19  | SPA 21  | POR Ret | FRA 17  | CAT 21  | GBR 25 |         |         |         |        |         |         |        |         |        |         |         |     | 28.  | 5    |
| 2012 | Moto2      | FTR      |         |         |         |         |         |        | NED 20  | GER Ret | ITA 17  | IND 27 | CZE 18  | RSM Ret | ARA 22 | JPN 15  | MAL 15 | AUS 15  | VAL 14  |     | 28.  | 5    |
| 2013 | Moto2      | Moriwaki | QAT 23  | AME 18  | SPA 22  | FRA 17  | ITA 23  | CAT 20 | NED 25  | GER 18  | IND 21  | CZE 17 | GBR 22  | RSM     | ARA    | MAL     | AUS    | JPN     | VAL     |     | HN   | 0    |
| 2014 | Moto2      | Moriwaki | QAT     | AME     | ARG     | SPA     | FRA     | ITA    | CAT     | NED     | GER     | IND    | CZE     | GBR     | RSM    | ARA     | JPN 26 | AUS     | MAL     | VAL | NC   | 0    |

## Külső hivatkozások
- Hivatalos honlap